# بريوكس بريدج
بريوكس بريدج (لويزيانا) (بالإنجليزية: Breaux Bridge, Louisiana)‏ هي مدينة تقع في الولايات المتحدة في لويزيانا. يقدر عدد سكانها بـ 8,139 نسمة .

## التركيبة السكانية
حدّد مكتب تعداد الولايات المتحدة بيانات التركيبة السكانية لبريوكس بريدج في تعداد الولايات المتحدة. في ما يلي، التركيبة السكانية حسب تعدادي 2000 و2010.

### تعداد عام 2000
بلغ عدد سكان بريوكس بريدج 7,281 نسمة بحسب تعداد عام 2000، وبلغ عدد الأسر 2,512 أسرة وعدد العائلات 1,822 عائلة مقيمة في المدينة. في حين سجلت الكثافة السكانية 356 نسمة لكل كيلومتر مربع (922.0/ميل2). وبلغ عدد الوحدات السكنية 2,740 وحدة بمتوسط كثافة قدره 134 لكل كيلومتر مربع (347.1/ميل2).
وتوزع التركيب العرقي للمدينة بنسبة 49.84% من البيض و48.66% من الأمريكيين الأفارقة و0.11% من الأمريكيين الأصليين و0.32% من الأمريكيين ذوي الأصول الآسيوية و0.27% من الأعراق الأخرى و0.80% من عرقين مختلطين أو أكثر و0.65% من الهسبانيون أو اللاتينيون من أي عرق.
بلغ عدد الأسر 2,512 أسرة كانت نسبة 43.6% منها لديها أطفال تحت سن الثامنة عشر تعيش معهم، وبلغت نسبة الأزواج القاطنين مع بعضهم البعض 42.9% من أصل المجموع الكلي للأسر، ونسبة 24.9% من الأسر كان لديها معيلات من الإناث دون وجود شريك، بينما كانت نسبة 4.8% من الأسر لديها معيلون من الذكور دون وجود شريكة وكانت نسبة 27.5% من غير العائلات. تألفت نسبة 23.5% من أصل جميع الأسر من عدة أفراد يعيشون في نفس المنزل ونسبة 8.8% كانت تتألف من شخص يعيش بمفرده يبلغ من العمر 65 عاماً أو أكثر. وبلغ متوسط حجم الأسرة المعيشية 2.73، أما متوسط حجم العائلات فبلغ 3.23.
بلغ العمر الوسطي للسكان 31.8 عاماً. وكانت نسبة 30.1% من القاطنين تحت سن الثامنة عشر، وكانت نسبة 9.4% بين الثامنة عشر والرابعة والعشرين عاماً، ونسبة 25.9% كانت واقعةً في الفئة العمرية ما بين الخامسة والعشرين والرابعة والأربعين عاماً، ونسبة 18.4% كانت ما بين الخامسة والأربعين والرابعة والستين، ونسبة 10.2% كانت ضمن فئة الخامسة والستين عاماً فما فوق. يوجد لكل 100 أنثى 86.5 ذكر، ويوجد لكل 100 أنثى في الثامنة عشر من عمرها فما فوق 79.5 ذكر.
بلغ متوسط دخل الأسرة في المدينة 25,102 دولارًا، أما متوسط دخل العائلة فبلغ 31,570 دولارًا. وكان متوسط دخل الذكور 30,880 دولارًا مقابل 17,819 دولارًا للإناث. وسجل دخل الفرد الخاص بالمدينة 12,536 دولارًا. وكانت نسبة 26.8% من العائلات ونسبة 30.7% من السكان تحت خط الفقر، وكان من هؤلاء نسبة 43% تحت سن الثامنة عشر ونسبة 25.8% في الخامسة والستين من العمر وما فوق.

### تعداد عام 2010
بلغ عدد سكان بريوكس بريدج 8,139 نسمة بحسب تعداد عام 2010، وبلغ عدد الأسر 2,901 أسرة وعدد العائلات 2,026 عائلة مقيمة في المدينة. في حين سجلت الكثافة السكانية 398 نسمة لكل كيلومتر مربع (1,030.8/ميل2). وبلغ عدد الوحدات السكنية 3,146 وحدة بمتوسط كثافة قدره 153.8 لكل كيلومتر مربع (398.3/ميل2).
وتوزع التركيب العرقي للمدينة بنسبة 49.97% من البيض و47.30% من الأمريكيين الأفارقة و0.43% من الأمريكيين الأصليين و0.61% من الأمريكيين ذوي الأصول الآسيوية و0.37% من الأعراق الأخرى و1.31% من عرقين مختلطين أو أكثر و1.28% من الهسبانيون أو اللاتينيون من أي عرق.
بلغ عدد الأسر 2,901 أسرة كانت نسبة 39.1% منها لديها أطفال تحت سن الثامنة عشر تعيش معهم، وبلغت نسبة الأزواج القاطنين مع بعضهم البعض 41.3% من أصل المجموع الكلي للأسر، ونسبة 23.2% من الأسر كان لديها معيلات من الإناث دون وجود شريك، بينما كانت نسبة 5.3% من الأسر لديها معيلون من الذكور دون وجود شريكة وكانت نسبة 30.2% من غير العائلات. تألفت نسبة 25.6% من أصل جميع الأسر من عدة أفراد يعيشون في نفس المنزل ونسبة 9.3% كانت تتألف من شخص يعيش بمفرده يبلغ من العمر 65 عاماً أو أكثر. وبلغ متوسط حجم الأسرة المعيشية 2.67، أما متوسط حجم العائلات فبلغ 3.21.
بلغ العمر الوسطي للسكان 34.1 عاماً. وكانت نسبة 28.4% من القاطنين تحت سن الثامنة عشر، وكانت نسبة 9.3% بين الثامنة عشر والرابعة والعشرين عاماً، ونسبة 26.1% كانت واقعةً في الفئة العمرية ما بين الخامسة والعشرين والرابعة والأربعين عاماً، ونسبة 24.4% كانت ما بين الخامسة والأربعين والرابعة والستين، ونسبة 11.7% كانت ضمن فئة الخامسة والستين عاماً فما فوق. وتوزع التركيب الجنسي للسكان بنسبة 48.1% ذكور و51.9% إناث.

## أعلام
- آلي لاندري
- جورج س. هانكس جونيور
- روفوس الكسندر
- هنتر هايز
- شيرمان روبرتسون